# Helicella stiparum
Helicella stiparum is een slakkensoort uit de familie van de Hygromiidae. De wetenschappelijke naam van de soort is voor het eerst geldig gepubliceerd in 1854 door Rossmassler.